# Katzrin
Katzrín (en hebreo: קצרין‎; en árabe: قصرين) es un asentamiento israelí fundado en 1974 en los Altos del Golán. Organizado como un concejo local, se sitúa en el Distrito Norte de Israel, que se anexionó la región en 1980. Conocida como la "Capital del Golán",es la segunda localidad más grande de la región después de Majdal Shams, y el asentamiento israelí más grande. En 2022 tenía una población de 7,876. Es la sede del Concejo Regional del Golán.
El asentamiento se encuentra a proximidad de la aldea siria despoblada de Kisrin, de la que hebraizó el nombre.
La comunidad internacional considera los asentamientos israelíes en los Altos del Golán ilegal según el derecho internacional, pero el gobierno israelí lo cuestiona.

## Historia

### Edad del Bronce – Período islámico temprano

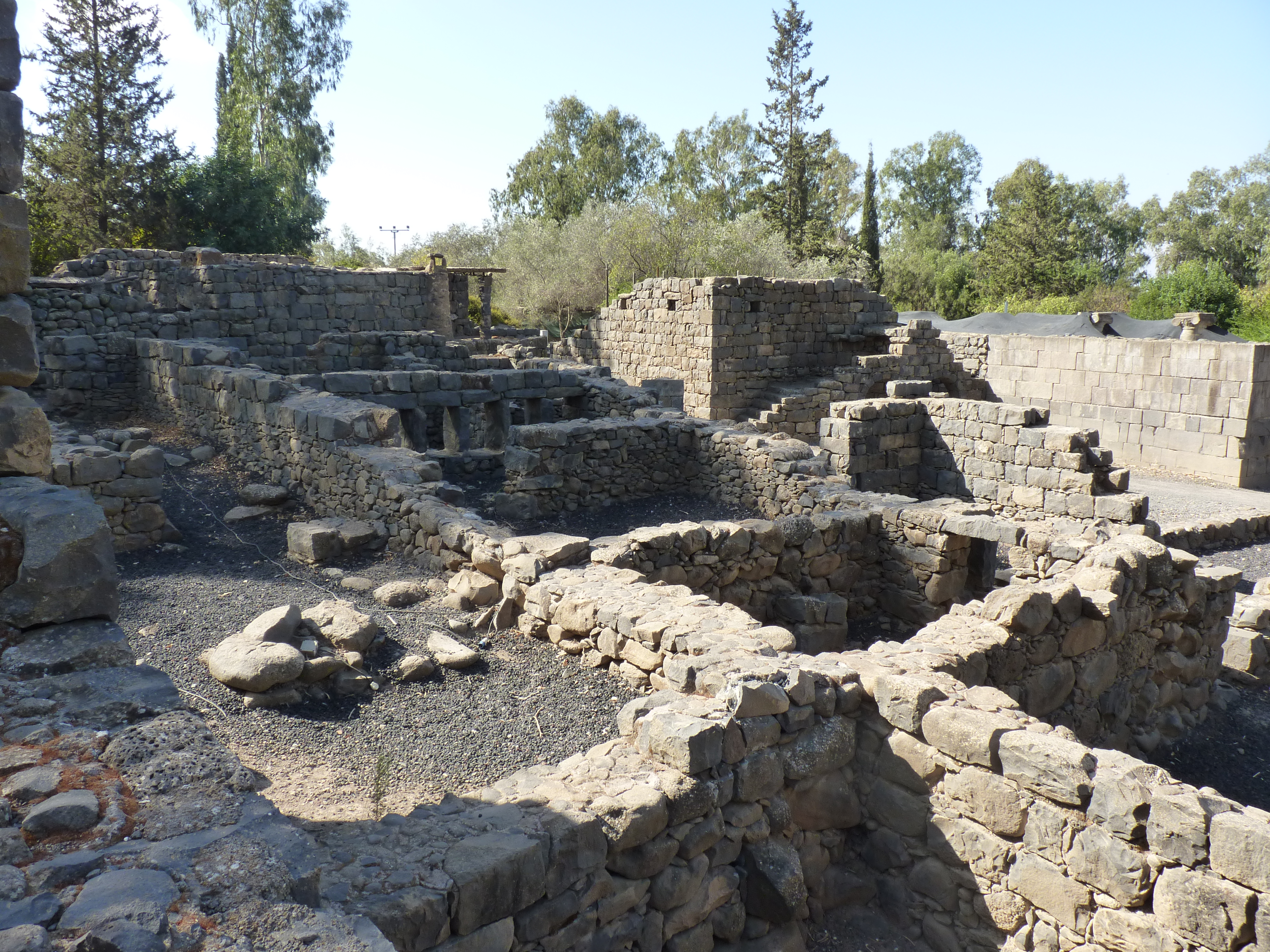
La antigua aldea judía de Katzrín

Las excavaciones llevadas a cabo entre 1983 y 1990 en el sitio arqueológico adyacente al asentamiento identificaron nueve períodos de ocupación. Fue habitado desde la Edad del Bronce Medio, continuando en la Edad del Hierro, los períodos helenístico y romano (durante este último fue destruido una vez),[cita requerida] mientras que los restos estructurales más importantes datan de los períodos  tardorromano, bizantino y temprano islámico (siglo III – siglo IV a mediados del siglo VIII), cuando el lugar era una aldea judía con una sinagoga; el período mameluco (siglo XIII y siglo XIV), cuando era una aldea musulmana, con una mezquita construida en las ruinas de la sinagoga; y la época moderna (finales del siglo XIX hasta 1967), cuando habitaban la aldea unos beduinos y una población asentada bajo administración siria.

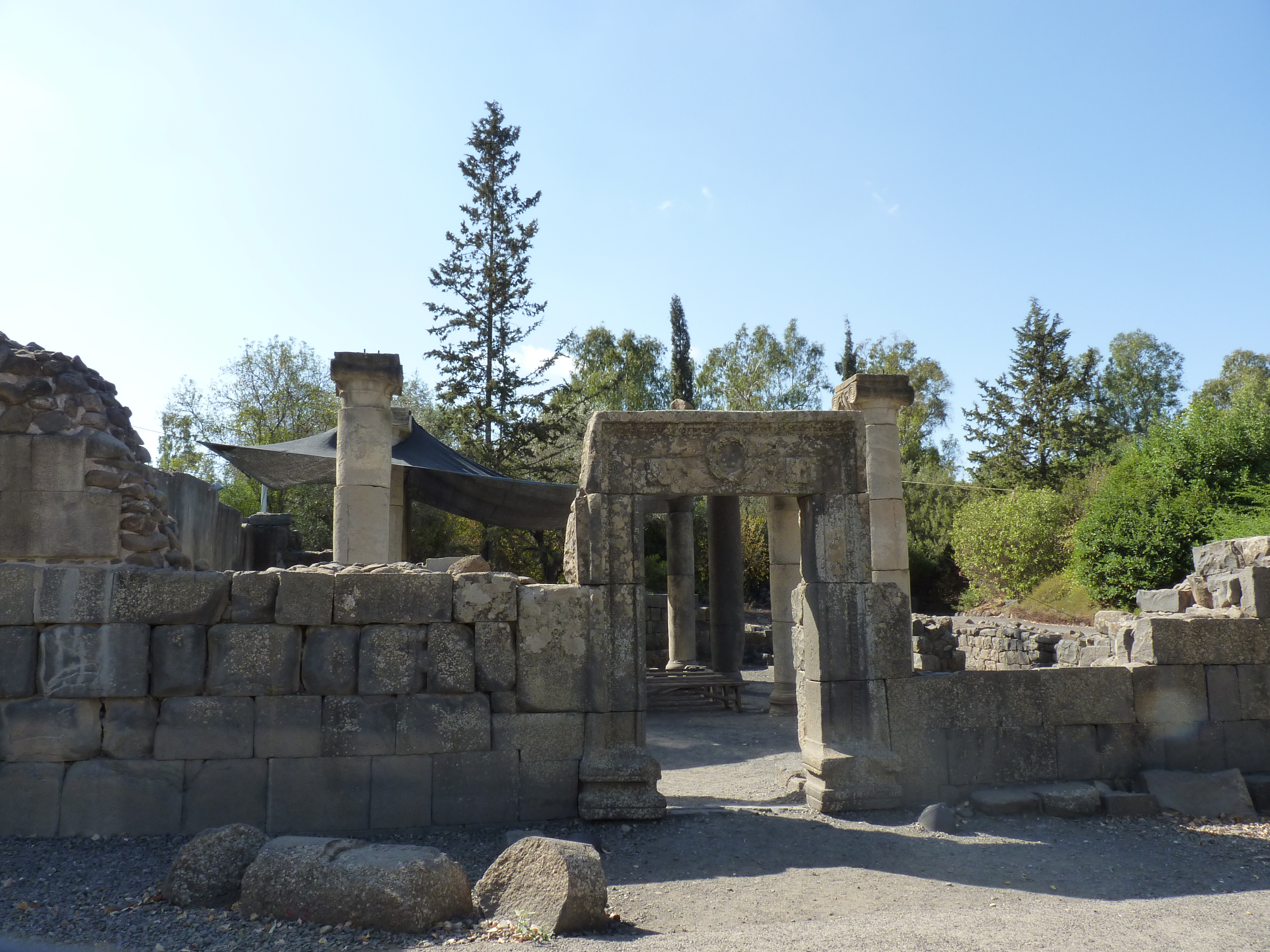
La antigua sinagoga de Katzrín

Katzrín sirvió como un lugar comercial importante en la región, pero comenzó a declinar con el cambio de rutas comerciales después de la conquista islámica. Este pueblo fue uno de los 27 asentamientos judíos encontrados en el Golán que datan del período talmúdico. El pueblo fue destruido por un terremoto en el año 749, bajo el califato omeya. Como resultado del terremoto, la ubicación fue abandonada por la población judía.

### Período mameluco
Durante el período mameluco (siglo XIII – siglo XIV), se estableció un pueblo musulmán en la zona y se construyó una mezquita sobre las ruinas de la antigua sinagoga de Katzrín. Del período mameluco no se informa a los visitantes del sitio arqueológico.

### Períodos otomano, francés y sirio
En la década de 1880, Qisrin, en el extremo este de la actual Katzrín, fue descrita como "una pequeña aldea beduina, con un grupo de hermosos robles y antiguas ruinas".Desde finales del siglo XIX hasta 1967, el pueblo fue ocupado por beduinos y por una población árabe asentada. 
Desde 1920 y hasta la independencia de Siria en 1944, el área estuvo bajo la jurisdicción del Mandato francés de Siria y Líbano. La granja siria de Fakhoura estaba justo al noreste y tenía unos 250 habitantes antes de su despoblación y anexación israelí durante la Guerra de los Seis Días en 1967.
Desde 1920 y hasta la independencia de Siria en 1944, el área estuvo bajo la jurisdicción del Mandato francés de Siria y Líbano. La granja siria de Fakhoura estaba justo al noreste y tenía unos 250 habitantes antes de su despoblación y anexación israelí durante la Guerra de los Seis Días en 1967. El período sirio se ignora en la visita del sitio arqueológico.

### Estado de Israel

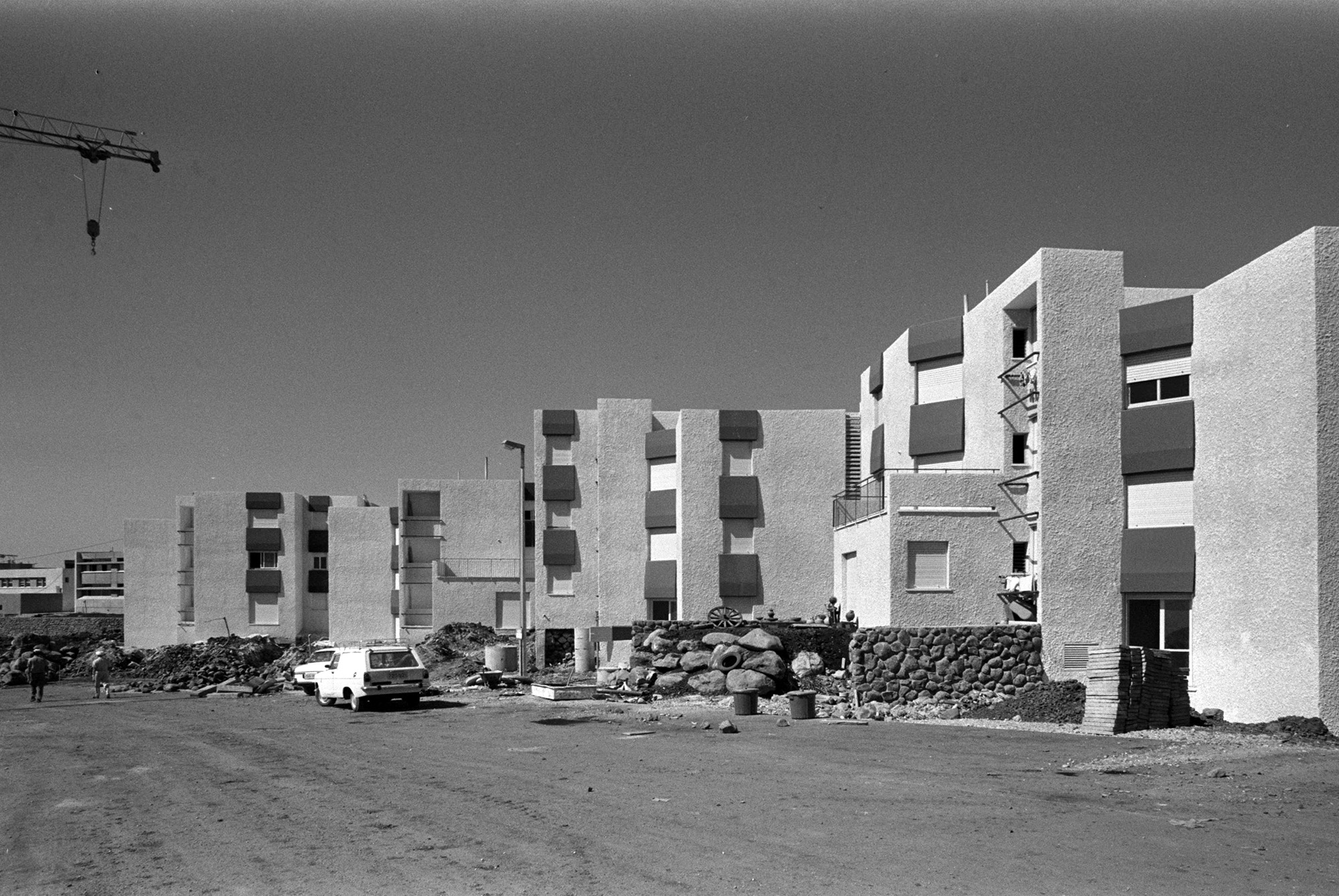
Katzrín en 1977

El asentamiento israelí de Katzrin empezó su construcción en 1974, inmediatamente después de la guerra de Yom Kipur, como un centro urbano planificado para los Altos del Golán sobre la base de una decisión del gobierno israelí de Golda Meir en noviembre de 1973 para colonizar la región. Katzrín fue fundada en 1977 y fue declarado concejo local en 1979.

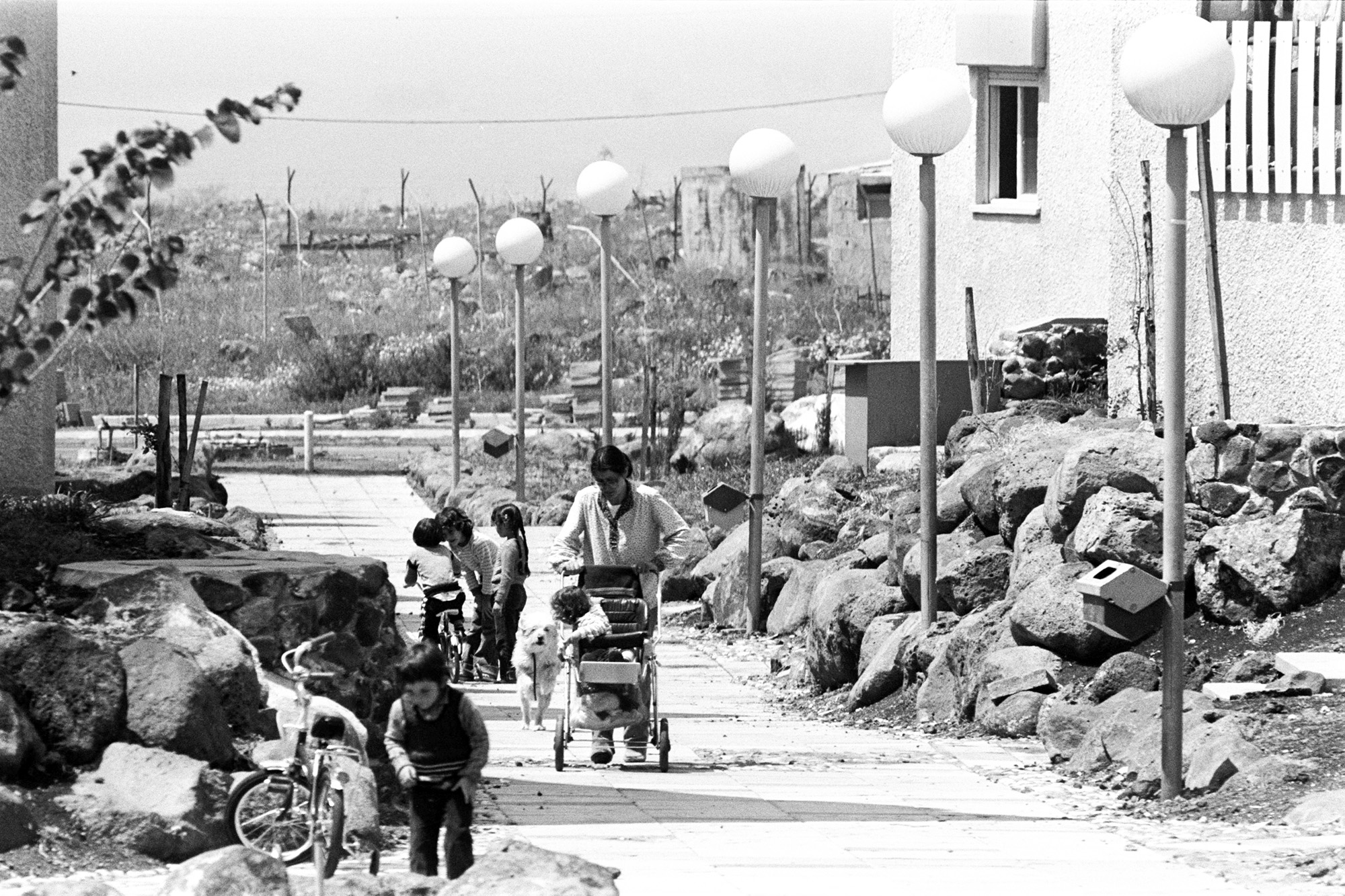
Katzrín en 1981

En 1981, en virtud de la Ley de los Altos del Golán, Israel aplicó el derecho civil israelí en el Altos del Golán (incluido Katzrín). Esta ley fue condenada internacionalmente y por el Consejo de Seguridad de las Naciones Unidas.En 2022, el ex primer ministro Naftalí Bennett anunció una decisión “controvertida” de duplicar el número de residentes judíos en los Altos del Golán con un proyecto de 300 millones de dólares, con 3.300 nuevas unidades residenciales sólo para Katzrín.
Actualmente Katzrín sirve como una pequeña ciudad que proporciona servicios educativos, administrativos y culturales a la región circundante.

## Clima
Katzrín tiene un clima mediterráneo (Köppen: Cs) con veranos calurosos y secos e inviernos ligeramente frescos y lluviosos.
| Parámetros climáticos promedio de Katzrín | Parámetros climáticos promedio de Katzrín | Parámetros climáticos promedio de Katzrín | Parámetros climáticos promedio de Katzrín | Parámetros climáticos promedio de Katzrín | Parámetros climáticos promedio de Katzrín | Parámetros climáticos promedio de Katzrín | Parámetros climáticos promedio de Katzrín | Parámetros climáticos promedio de Katzrín | Parámetros climáticos promedio de Katzrín | Parámetros climáticos promedio de Katzrín | Parámetros climáticos promedio de Katzrín | Parámetros climáticos promedio de Katzrín | Parámetros climáticos promedio de Katzrín |
| Mes                                       | Ene.                                      | Feb.                                      | Mar.                                      | Abr.                                      | May.                                      | Jun.                                      | Jul.                                      | Ago.                                      | Sep.                                      | Oct.                                      | Nov.                                      | Dic.                                      | Anual                                     |
| ----------------------------------------- | ----------------------------------------- | ----------------------------------------- | ----------------------------------------- | ----------------------------------------- | ----------------------------------------- | ----------------------------------------- | ----------------------------------------- | ----------------------------------------- | ----------------------------------------- | ----------------------------------------- | ----------------------------------------- | ----------------------------------------- | ----------------------------------------- |
| Temp. máx. media (°C)                     | 14.1                                      | 15.7                                      | 19.1                                      | 23.1                                      | 27.5                                      | 30.9                                      | 33                                        | 33.1                                      | 31.3                                      | 27.6                                      | 21.5                                      | 16.1                                      | 24.4                                      |
| Temp. media (°C)                          | 9.2                                       | 10.4                                      | 13.2                                      | 16.8                                      | 20.8                                      | 23.9                                      | 25.8                                      | 26                                        | 24.3                                      | 21.2                                      | 15.7                                      | 11                                        | 18.2                                      |
| Temp. mín. media (°C)                     | 5.7                                       | 5.8                                       | 7.4                                       | 10.3                                      | 13.6                                      | 16.5                                      | 19.5                                      | 19.6                                      | 17.5                                      | 14.7                                      | 10.9                                      | 7.6                                       | 12.4                                      |
| Lluvias (mm)                              | 103                                       | 97                                        | 70                                        | 37                                        | 14                                        | 3                                         | 1                                         | 1                                         | 4                                         | 17                                        | 47                                        | 87                                        | 481                                       |
| Humedad relativa (%)                      | 74                                        | 71                                        | 65                                        | 60                                        | 55                                        | 54                                        | 57                                        | 61                                        | 59                                        | 57                                        | 58                                        | 69                                        | 61.7                                      |
| Fuente: Climate-Data.org                  |                                           |                                           |                                           |                                           |                                           |                                           |                                           |                                           |                                           |                                           |                                           |                                           |                                           |

## Demografía
De acuerdo con la Oficina Central de Estadísticas de Israel (ICBS), la población de Katzrín en 2022 era de 7,876 habitantes, la mayoría de ellos judíos. Los primeros residentes fueron parejas jóvenes y profesionales de Tel Aviv y Haifa. A finales de la década de 1980, un gran número de judíos de la antigua Unión Soviética se establecieron en Katzrín.
Hoy, un tercio de los residentes de la ciudad son judíos de la Unión Soviética y sus descendientes. Katzrín se divide en seis barrios: Gamla, Navé, Kedmá, Afek, Batra y Hen. La construcción de infraestructura para un nuevo vecindario, Yovel, comenzó en 2018. 
También hay 30 familias drusas y algunas familias árabes musulmanas viviendo en Katzrín. Está previsto aumentar la población de Katzrin a 25 mil personas en el futuro.

## Ciudades hermanadas
Katzrín está hermanada con:

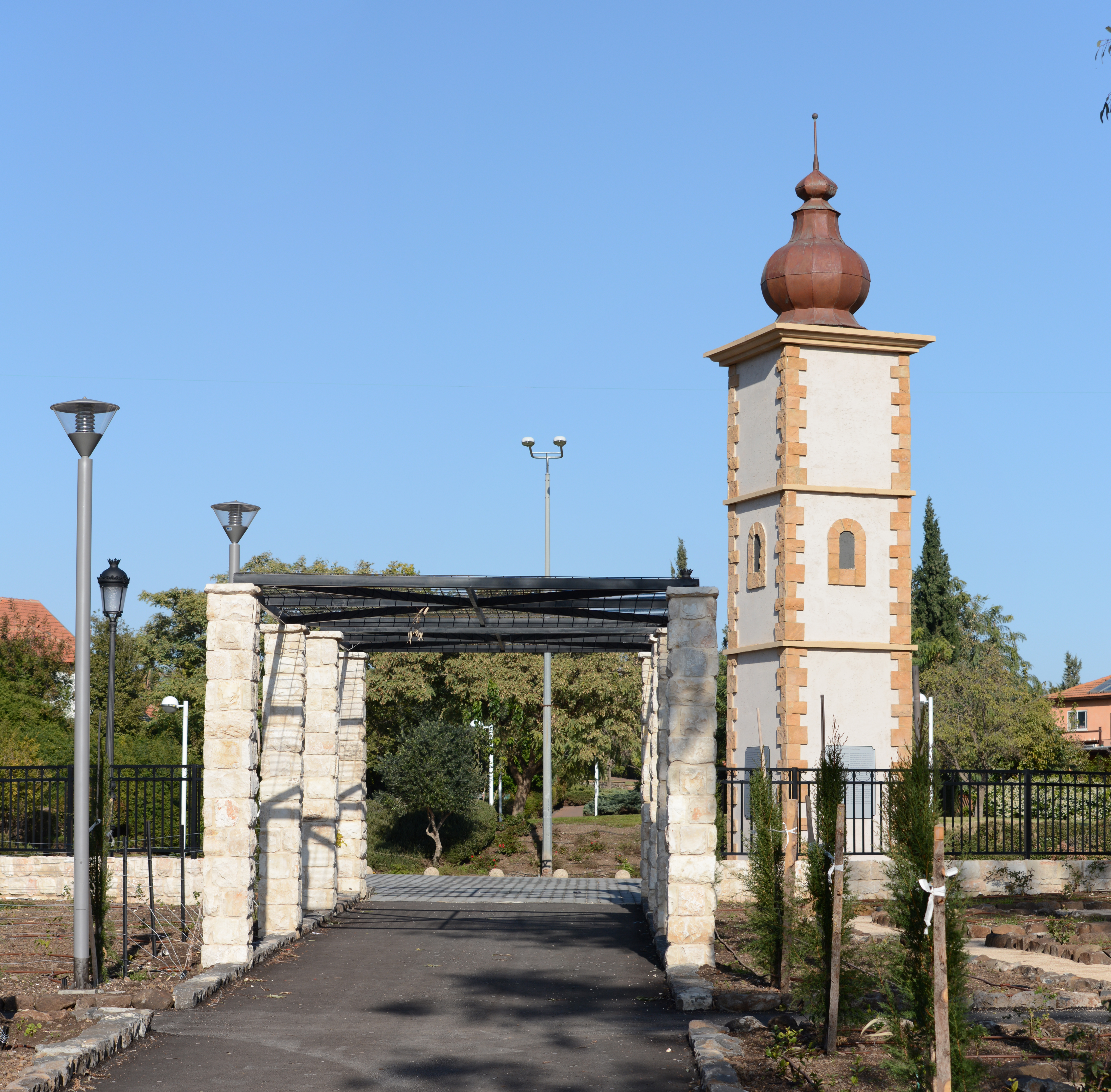
Parque Míkulov en Katzrín

- Míkulov, Chequia (desde 2006). En 2012, una delegación checa que visitó Israel y los Altos del Golán asistió a una ceremonia de colocación de la primera piedra del Parque Míkulov en Katzrín, a la que asistió el embajador de Chequia en Israel. Las características del parque son una réplica en miniatura de la torre del reloj de Míkulov y una estación de audio donde los visitantes pueden aprender sobre la historia de Míkulov.[17]